# Nazionale maschile di calcio dell'Angola
La nazionale di calcio dell'Angola, i cui giocatori sono soprannominati Palancas Negras, è la rappresentativa nazionale calcistica dell'Angola ed è posta sotto l'egida della Federação Angolana de Futebol.
Ha partecipato ad una fase finale della Coppa del mondo, nel 2006, edizione in cui fu eliminata al primo turno. In Coppa d'Africa il migliore risultato sono i quarti di finale, raggiunti in tre occasioni.
Nella classifica mondiale della FIFA, istituita ad agosto 1993, il miglior piazzamento è l'83ª posizione; occupa il 117º posto della graduatoria.

## Storia
La storia della selezione angolana è relativamente recente, dato che il suo debutto ufficiale è avvenuto nel 1977. Nel ventennio successivo, la squadra partecipò a due sole edizioni della Coppa d'Africa rimediando altrettante eliminazioni al primo turno e nessuna vittoria all'attivo.
Un'incredibile impresa coincise con le qualificazioni ai campionato del mondo del 2006, valide al contempo per la manifestazione continentale. Partita dal turno eliminatorio, in cui ebbe ragione del Ciad, la squadra superò nel proprio raggruppamento le favorite Algeria e Nigeria: quest'ultima ottenne lo stesso punteggio degli angolani, cui giovò tuttavia l'esito positivo dei confronti diretti. Collocata in seconda fascia per il sorteggio, la squadra si ritrovò abbinata a Portogallo, Iran e Messico. Sulla panchina della formazione sedeva Luís de Oliveira Gonçalves, considerato un eroe nazionale grazie ai risultati ottenuti. Egli era infatti subentrato nell'ottobre 2003, dopo la sconfitta con il Ciad nell'andata del preliminare.
L'esordio fu contro la selezione lusitana, da sempre ritenuta una «colonizzatrice». Un gol di Pauleta in apertura premiò i portoghesi, vincitori per 1-0. Le Palancas conseguirono poi due pareggi, contro Messico ed Iran, terminando il girone davanti a questi ultimi: i 2 punti non furono sufficienti per accedere alla seconda fase. Essendosi trovata temporaneamente in vantaggio sugli asiatici, l'Angola aveva sperato in un'incredibile qualificazione.
In seguito la formazione angolana raggiunse i quarti di finale della Coppa d'Africa 2008, dove si arrese ai futuri campioni dell'Egitto, e nell'edizione del 2010, dove a eliminare l'Angola u il Ghana poi finalista perdente del torneo. Nel tredicennio successivo la squadra non conseguì altri risultati di rilievo.
Nella Coppa d'Africa 2023, svoltasi nel 2024, la nazionale angolana raggiunse nuovamente i quarti di finale, dove fu eliminata dalla Nigeria poi finalista del torneo. 

## Colori e simboli

### Divise storiche
| Mondiali 2006 | Mondiali 2006 | Mondiali 2006 | Mondiali 2006 |
| --- | --- | ------------- | ------------- |
| Casa | Trasferta |               |               |
| Manica sinistra · Manica sinistra · Maglietta · Maglietta · Manica destra · Manica destra · Pantaloncini · Calzettoni | Manica sinistra · Manica sinistra · Maglietta · Maglietta · Manica destra · Manica destra · Pantaloncini · Pantaloncini · Calzettoni |               |               |
| Puma | |               |               |

| Coppa d'Africa 2008 | Coppa d'Africa 2008 | Coppa d'Africa 2008 | Coppa d'Africa 2008 |
| --- | --- | ------------------- | ------------------- |
| Casa | Trasferta |                     |                     |
| Manica sinistra · Manica sinistra · Maglietta · Maglietta · Manica destra · Manica destra · Pantaloncini · Calzettoni · Calzettoni | Manica sinistra · Manica sinistra · Maglietta · Maglietta · Manica destra · Manica destra · Pantaloncini · Pantaloncini · Calzettoni · Calzettoni |                     |                     |
| Puma | |                     |                     |

| Coppa d'Africa 2010 | Coppa d'Africa 2010 | Coppa d'Africa 2010 | Coppa d'Africa 2010 |
| --- | --- | ------------------- | ------------------- |
| Casa | Trasferta |                     |                     |
| Manica sinistra · Manica sinistra · Maglietta · Maglietta · Manica destra · Manica destra · Pantaloncini · Pantaloncini · Calzettoni · Calzettoni | Manica sinistra · Manica sinistra · Maglietta · Maglietta · Manica destra · Manica destra · Pantaloncini · Pantaloncini · Calzettoni · Calzettoni |                     |                     |
| Puma | |                     |                     |

| Coppa d'Africa 2012 | Coppa d'Africa 2012 | Coppa d'Africa 2012 | Coppa d'Africa 2012 |
| --- | --- | ------------------- | ------------------- |
| Casa | Trasferta |                     |                     |
| Manica sinistra · Manica sinistra · Maglietta · Maglietta · Manica destra · Manica destra · Pantaloncini · Pantaloncini · Calzettoni · Calzettoni | Manica sinistra · Manica sinistra · Maglietta · Maglietta · Manica destra · Manica destra · Pantaloncini · Pantaloncini · Calzettoni · Calzettoni |                     |                     |
| Adidas | |                     |                     |

| Coppa d'Africa 2013 | Coppa d'Africa 2013 | Coppa d'Africa 2013 | Coppa d'Africa 2013 |
| --- | --- | ------------------- | ------------------- |
| Casa | Trasferta |                     |                     |
| Manica sinistra · Manica sinistra · Maglietta · Maglietta · Manica destra · Manica destra · Pantaloncini · Pantaloncini · Calzettoni · Calzettoni | Manica sinistra · Manica sinistra · Maglietta · Maglietta · Manica destra · Manica destra · Pantaloncini · Pantaloncini · Calzettoni · Calzettoni |                     |                     |
| Adidas | |                     |                     |

| 2019-2020 | 2019-2020 | 2019-2020 | 2019-2020 |
| --- | --- | --------- | --------- |
| Casa | Trasferta |           |           |
| Manica sinistra · Manica sinistra · Maglietta · Maglietta · Manica destra · Manica destra · Pantaloncini · Calzettoni | Manica sinistra · Manica sinistra · Maglietta · Maglietta · Manica destra · Manica destra · Pantaloncini · Calzettoni |           |           |
| Lacatoni | |           |           |

## Partecipazioni ai tornei internazionali
Legenda: Grassetto: Risultato migliore, Corsivo: Mancate partecipazioni

## Statistiche dettagliate sui tornei internazionali

### Mondiali
| Anno | Luogo                    | Piazzamento      | V | N | P | Gol |
| ---- | ------------------------ | ---------------- | - | - | - | --- |
| 1930 | Uruguay                  | Non iscritta     | - | - | - | -   |
| 1934 | Italia                   | Non iscritta     | - | - | - | -   |
| 1938 | Francia                  | Non iscritta     | - | - | - | -   |
| 1950 | Brasile                  | Non iscritta     | - | - | - | -   |
| 1954 | Svizzera                 | Non iscritta     | - | - | - | -   |
| 1958 | Svezia                   | Non iscritta     | - | - | - | -   |
| 1962 | Cile                     | Non iscritta     | - | - | - | -   |
| 1966 | Inghilterra              | Non iscritta     | - | - | - | -   |
| 1970 | Messico                  | Non iscritta     | - | - | - | -   |
| 1974 | Germania                 | Non iscritta     | - | - | - | -   |
| 1978 | Argentina                | Non iscritta     | - | - | - | -   |
| 1982 | Spagna                   | Non partecipante | - | - | - | -   |
| 1986 | Messico                  | Non qualificata  | - | - | - | -   |
| 1990 | Italia                   | Non qualificata  | - | - | - | -   |
| 1994 | Stati Uniti              | Non qualificata  | - | - | - | -   |
| 1998 | Francia                  | Non qualificata  | - | - | - | -   |
| 2002 | Giappone / Corea del Sud | Non qualificata  | - | - | - | -   |
| 2006 | Germania                 | Primo turno      | 0 | 2 | 1 | 1:2 |
| 2010 | Sudafrica                | Non qualificata  | - | - | - | -   |
| 2014 | Brasile                  | Non qualificata  | - | - | - | -   |
| 2018 | Russia                   | Non qualificata  | - | - | - | -   |
| 2022 | Qatar                    | Non qualificata  | - | - | - | -   |

Con due reti al passivo, è la Nazionale con meno gol complessivamente subiti nelle fasi finali del Mondiale.

### Coppa d'Africa
| Anno | Luogo                      | Piazzamento      | V | N | P | Gol |
| ---- | -------------------------- | ---------------- | - | - | - | --- |
| 1957 | Sudan                      | Non iscritta     | - | - | - | -   |
| 1959 | Rep. Araba Unita           | Non iscritta     | - | - | - | -   |
| 1962 | Impero d'Etiopia           | Non iscritta     | - | - | - | -   |
| 1963 | Ghana                      | Non iscritta     | - | - | - | -   |
| 1965 | Tunisia                    | Non iscritta     | - | - | - | -   |
| 1968 | Impero d'Etiopia           | Non iscritta     | - | - | - | -   |
| 1970 | Sudan                      | Non iscritta     | - | - | - | -   |
| 1972 | Camerun                    | Non iscritta     | - | - | - | -   |
| 1974 | Egitto                     | Non iscritta     | - | - | - | -   |
| 1976 | Etiopia                    | Non iscritta     | - | - | - | -   |
| 1978 | Ghana                      | Non iscritta     | - | - | - | -   |
| 1980 | Nigeria                    | Non iscritta     | - | - | - | -   |
| 1982 | Libia                      | Non qualificata  | - | - | - | -   |
| 1984 | Costa d'Avorio             | Non qualificata  | - | - | - | -   |
| 1986 | Egitto                     | Non partecipante | - | - | - | -   |
| 1988 | Marocco                    | Non qualificata  | - | - | - | -   |
| 1990 | Algeria                    | Non qualificata  | - | - | - | -   |
| 1992 | Senegal                    | Non qualificata  | - | - | - | -   |
| 1994 | Tunisia                    | Non partecipante | - | - | - | -   |
| 1996 | Sudafrica                  | Primo turno      | 0 | 1 | 2 | 4:6 |
| 1998 | Burkina Faso               | Primo turno      | 0 | 2 | 1 | 5:8 |
| 2000 | Ghana / Nigeria            | Non qualificata  | - | - | - | -   |
| 2002 | Mali                       | Non qualificata  | - | - | - | -   |
| 2004 | Tunisia                    | Non qualificata  | - | - | - | -   |
| 2006 | Egitto                     | Primo turno      | 1 | 1 | 1 | 4:5 |
| 2008 | Ghana                      | Quarti di finale | 1 | 2 | 1 | 5:4 |
| 2010 | Angola                     | Quarti di finale | 1 | 2 | 1 | 6:5 |
| 2012 | Gabon / Guinea Equatoriale | Primo turno      | 1 | 1 | 1 | 4:5 |
| 2013 | Sudafrica                  | Primo turno      | 0 | 1 | 2 | 1:4 |
| 2015 | Guinea Equatoriale         | Non qualificata  | - | - | - | -   |
| 2017 | Gabon                      | Non qualificata  | - | - | - | -   |
| 2019 | Egitto                     | Primo turno      | 0 | 2 | 1 | 1:2 |
| 2021 | Camerun                    | Non qualificata  | - | - | - | -   |
| 2023 | Costa d'Avorio             | Quarti di finale | 3 | 1 | 1 | 9:4 |

## Tutte le rose

### Mondiali
Coppa del Mondo FIFA 20061 João Ricardo, 2 Marco Airosa, 3 Jamba, 4 Lebo Lebo, 5 Kali, 6 Miloy, 7 Figueiredo, 8 André, 9 Mantorras, 10 Akwá, 11 Mateus, 12 Lamá, 13 Édson, 14 Mendonça, 15 Rui Marques, 16 Flávio, 17 Zé Kalanga, 18 Love, 19 Titi Buengo, 20 Locó, 21 Delgado, 22 Mário, 23 Marco Abreu, CT: Gonçalves

### Coppa d'Africa
Coppa d'Africa 19961 Orlando, 2 A.Campos, 3 Amadeu, 4 Neto, 5 Aurélio, 6 J. Pinto, 7 C. Pedro, 8 Castella, 9 Diogo, 10 Joni, 11 Luizinho, 12 Tata, 13 H. Vicente, 14 Wilson, 15 Quinzinho, 16 Zé Gordo, 17 Paulão, 18 Walter, 19 Minhonha, 20 Akwá, 21 Rosário, 22 Túbia, CT: Alhinho
Coppa d'Africa 19981 Marito, 2 Bodunha, 3 R. Barbosa, 4 H. Vicente, 5 Neto, 6 P. Silva, 7 Paulão, 8 C. Pedro, 9 F. Sousa, 10 Akwá, 11 Vidigal, 12 Nando, 13 Aurélio, 14 Quinzinho, 15 Simão, 16 Zito, 17 Luís Miguel, 18 M. Pereira, 19 Cacharamba, 20 Julião, 21 Assis, 22 Lázaro, CT: Neca
Coppa d'Africa 20061 João Ricardo, 2 Pereira, 3 Jamba, 4 Lebo Lebo, 5 Kali, 6 Miloy, 7 Figueiredo, 8 André, 9 Mantorras, 10 Akwá, 11 Macabá, 12 Lamá, 13 Édson, 14 Mendonça, 15 Maurito, 16 Flávio, 17 Zé Kalanga, 18 Love, 19 Titi Buengo, 20 Locó, 21 Delgado, 22 Lundala, 23 Marco Abreu, CT: Gonçalves
Coppa d'Africa 20081 Lamá, 2 Marco Airosa, 3 Jamba, 4 Machado, 5 Kali, 6 Yamba Asha, 7 Figueiredo, 8 André, 9 Mateus, 10 Maurito, 11 Gilberto, 12 Nuno, 13 Édson, 14 Mendonça, 15 Rui Marques, 16 Flávio, 17 Zé Kalanga, 18 Love, 19 Dedé, 20 Locó, 21 Delgado, 22 Mário, 23 Manucho, CT: Gonçalves
Coppa d'Africa 20101 Lamá, 2 Jamuana, 3 Guilherme, 4 Caires, 5 Kali, 6 Magalhães, 7 Job, 8 Xara, 9 Mantorras, 10 Zuela, 11 Gilberto, 12 Macabá, 13 Carlos, 14 Djalma, 15 Rui Marques, 16 Flávio, 17 Zé Kalanga, 18 Love, 19 Dedé, 20 Stélvio, 21 Mabiná, 22 Wilson, 23 Manucho, CT: Manuel José
Coppa d'Africa 20121 Wilson, 2 Marco Airosa, 3 Osório, 4 Dani Massunguna, 5 Kali, 6 Dédé, 7 Djalma, 8 André, 9 Manucho, 10 Zuela, 11 Gilberto, 12 Jaime, 13 Carlos, 14 Amaro, 15 Miguel, 16 Flávio, 17 Mateus, 18 Love, 19 Nando, 20 Barros, 21 Mingo Bile, 22 Hugo, 23 Vunguidica, CT: Vidigal
Coppa d'Africa 20131 Lamá, 2 Marco Airosa, 3 Lunguinha, 4 Dani Massunguna, 5 Fabrício, 6 Dédé, 7 Djalma, 8 Manucho Diniz, 9 Manucho, 10 Zuela, 11 Gilberto, 12 Landú, 13 Bastos, 14 Amaro, 15 Miguel, 16 Pirolito, 17 Mateus, 18 Geraldo, 19 Yano, 20 Mingo Bile, 21 Manuel, 22 Neblú, 23 Guilherme, CT: Ferrín
Coppa d'Africa 20191 Ndulo, 2 Bruno Gaspar, 3 Jonathan Buatu, 4 Show, 5 Dani Massunguna, 6 Wilson Carmo, 7 Djalma, 8 Paízo, 9 Fredy, 10 Gelson Dala, 11 Geraldo, 12 Tony Cabaça, 13 José Macaia, 14 Mabululu, 15 Bastos, 16 Stélvio, 17 Mateus, 18 Herenilson, 19 Evandro Brandão, 20 Wilson Eduardo, 21 Isaac Correia, 22 Landú, 23 Eddy Afonso, CT: Vasiljević
Coppa d'Africa 20231 Antonio, 2 Fortuna, 3 Jonathan Buatu, 4 Keliano, 5 Quinito, 6 Gaspar, 7 Gilberto, 8 Mukendi, 9 Zini, 10 Dala, 11 Milson, 12 Kadú, 13 Tó, 14 Augusto, 15 Luvumbo, 16 Fredy, 17 Paz, 18 Bela, 19 Mabululu, 20 Estrela, 21 Afonso, 22 Neblú, 23 Show, 24 Gelson, 25 Miguel, 26 Depú, 27 Banza, CT: Gonçalves

## Rosa attuale
Lista dei convocati per la Coppa d'Africa 2023.
| N. | Pos. | Giocatore              | Data nascita (età)          | Pres. | Reti | Squadra                |
| -- | ---- | ---------------------- | --------------------------- | ----- | ---- | ---------------------- |
| 1  | P    | Signori Antonio        | 25 luglio 1994 (29 anni)    | 12    | 0    | Étoile Carouge         |
| 2  | D    | Núrio Fortuna          | 24 marzo 1995 (28 anni)     | 12    | 0    | Gent                   |
| 3  | D    | Jonathan Buatu Mananga | 27 settembre 1993 (30 anni) | 39    | 1    | Valenciennes           |
| 4  | C    | Manuel Keliano         | 6 gennaio 2003 (21 anni)    | 5     | 0    | Estrela Amadora        |
| 5  | D    | Quinito                | 13 marzo 1998 (25 anni)     | 16    | 0    | Petro Atlético         |
| 6  | D    | Kialonda Gaspar        | 27 settembre 1997 (26 anni) | 25    | 1    | Lecce                  |
| 7  | A    | Gilberto               | 10 marzo 2001 (22 anni)     | 9     | 2    | Petro Atlético         |
| 8  | C    | Benedito Mukendi       | 21 maggio 2002 (21 anni)    | 2     | 0    | Casa Pia               |
| 9  | A    | Zini                   | 3 luglio 2002 (21 anni)     | 14    | 4    | AEK Atene              |
| 10 | A    | Gelson Dala            | 13 luglio 1996 (27 anni)    | 34    | 14   | Al-Wakrah              |
| 11 | A    | Felício Milson         | 12 ottobre 1999 (24 anni)   | 6     | 1    | Maccabi Tel Aviv       |
| 12 | P    | Kadú                   | 30 novembre 1994 (29 anni)  | 3     | 0    | Oliveira Hospital      |
| 13 | D    | Tó                     | 5 novembre 1995 (28 anni)   | 32    | 1    | Petro Atlético         |
| 14 | D    | Loide Augusto          | 26 febbraio 2000 (23 anni)  | 5     | 1    | Alanyaspor             |
| 15 | A    | Zito Luvumbo           | 9 marzo 2002 (21 anni)      | 10    | 0    | Cagliari               |
| 16 | C    | Fredy                  | 27 marzo 1990 (33 anni)     | 46    | 2    | Eyüpspor               |
| 17 | C    | Bruno Paz              | 23 aprile 1998 (25 anni)    | 4     | 0    | Konyaspor              |
| 18 | A    | Jérémie Bela           | 8 aprile 1993 (30 anni)     | 1     | 0    | Clermont Foot          |
| 19 | A    | Mabululu               | 10 settembre 1989 (34 anni) | 23    | 5    | Al-Ittihad Alessandria |
| 20 | C    | Estrela                | 22 settembre 1995 (28 anni) | 13    | 0    | Erzurumspor FK         |
| 21 | D    | Eddy Afonso            | 7 marzo 1994 (29 anni)      | 25    | 0    | Petro Atlético         |
| 22 | P    | Neblú                  | 16 dicembre 1993 (30 anni)  | 21    | 0    | Primeiro de Agosto     |
| 23 | C    | Show                   | 6 marzo 1999 (24 anni)      | 34    | 1    | Maccabi Haifa          |
| 24 | P    | Gelson                 | 8 luglio 1999 (24 anni)     | 0     | 0    | Interclube             |
| 25 | D    | Inácio Miguel          | 12 dicembre 1995 (28 anni)  | 5     | 0    | Petro Atlético         |
| 26 | A    | Depú                   | 8 gennaio 2000 (24 anni)    | 3     | 2    | Gil Vicente            |
| 27 | A    | Chico Banza            | 17 dicembre 1998 (25 anni)  | 6     | 0    | Anorthōsis             |